# Valacos de Serbia
Valacos (endónimo: Румйњи, Власи/Rumînji, Vlasi, serbio: Власи/Vlasi) son un grupo étnico de Serbia, relacionados de punto de vista cultural y lingüístico con los rumanos. Hay quien los relaciona con los arrumanos del sur de los Balcanes.
La mayoría de los valacos viven en el este de Serbia, particularmente en la región Timočka Krajina (más o menos correspondiente a los distritos Bor y Zaječar), pero también en los distritos Braničevo y Pomoravlje. Hay también una pequeña población valaca en Smederevo y Velika Plana, y en los municipios Aleksinac y Kruševac (distrito de Rasina), así como en el distrito de Banato del Sur, en Voivodina.

## Identidad
Aunque son relacionados con los rumanos de punto de vista etnográfico y lingüístico, dentro de la comunidad valaca hay divergencias acerca de su pertenencia a la nación rumana y acerca de su asociación con la minoría rumana de Voivodina.
En un acuerdo rumano-yugoslavo del 4 de noviembre de 2002, las autoridades yugoslavas aceptaron reconocer la identidad rumana de la población valaca del centro de Serbia, pero el acuerdo no fue puesto en práctica. En abril de 2005, muchos diputados del Consejo de Europa protestaron en contra del tratamiento que el gobierno de Serbia llevaba a cabo con esta población. En marzo de 2007, las organizaciones valacas (rumanas) anunciaron su intención de entablar una acción judicial en contra del Estado serbio. En agosto de 2007, fueron reconocidos oficialmente como una minoría nacional, y su idioma fue reconocido como rumano.

## Orígenes de los valacos/rumanos en el noreste de Serbia

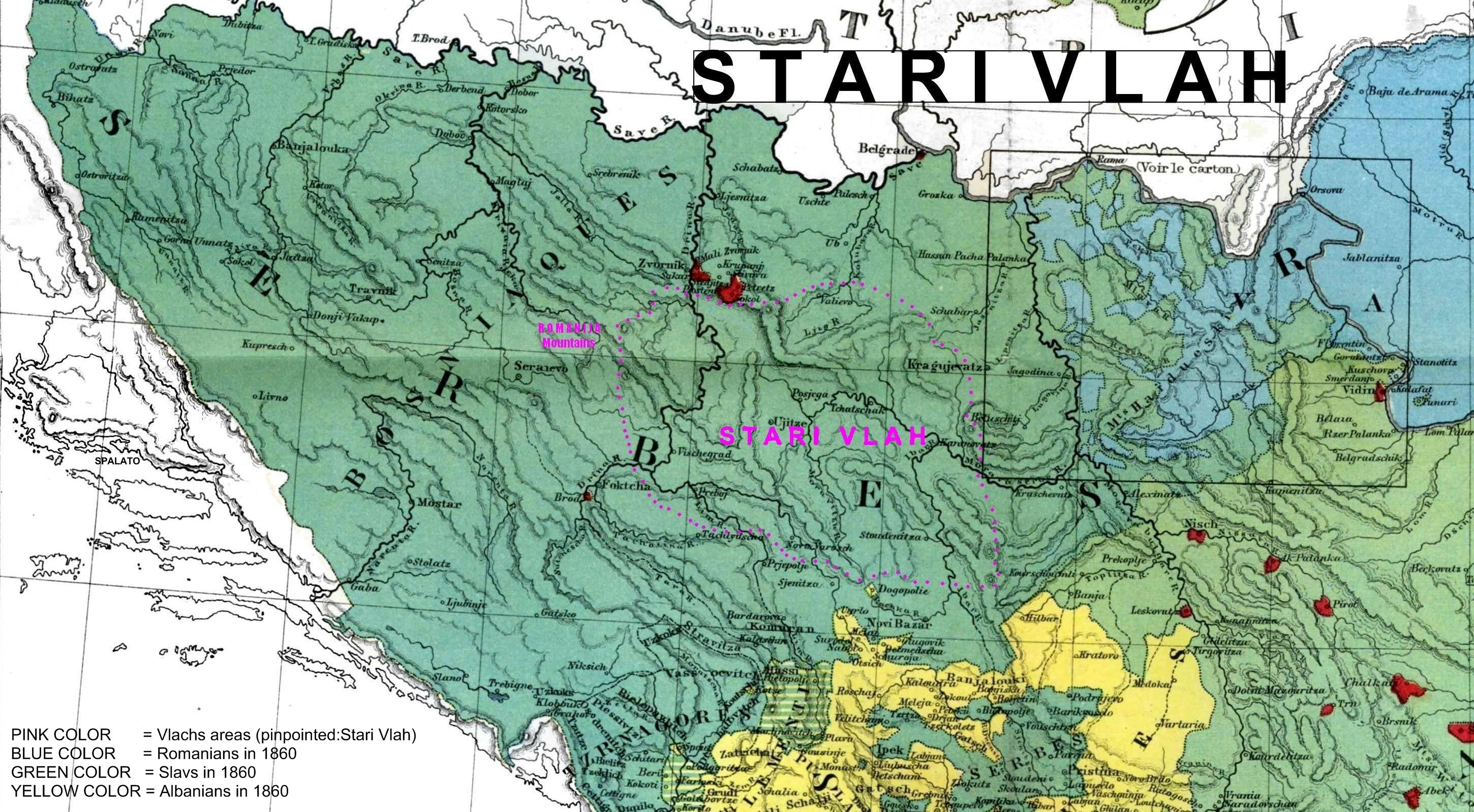
Áreas de Serbia pobladas por valacos (en azul) en el siglo

Los orígenes de los valacos/rumanos del noreste de Serbia no son muy conocidos entre los valacos, el motivo principal siendo que en las escuelas de Serbia no se enseña nada acerca de esto.
Como hablantes de un idioma romance, los valacos pueden relacionarse con las ruinas romanas (fortalezas, vías, palacios, tumbas, baños, apeductos, minas etc.) dispersadas por el noreste de Serbia, así como lo son por toda la península balcánica. Después de la retirada administrativa de Dacia llevada a cabo por los romanos, gran parte de lo que ahora son Serbia y Bulgaria recibieron el nombre "Dacia Aureliana", y un número indeterminado de ciudadanos romanos de Dacia se establecieron ahí. La presencia romana importante en la región se mantuvo hasta el fin del reinado de Justiniano, en el siglo VI d. C.
La región valaca del noreste de Serbia fue parte, entre los siglos XII y XIII, del imperio Búlgaro-Valaco de los Asanes, quienes eran ellos mismos valacos. Los cronistas de las Cruzadas describen sus encuentros con los valacos en los siglos XII y XIII, en varios partes de lo que ahora es Serbia. Documentos serbios del siglo XIII y XIV mencionan a valacos, incluyendo la famosa prohibición del czar Dushan, que estipulaba que los valacos y los serbios no podrían casarse. Dueños valacos (rumanos) de los siglos XIV y XV construyeron iglesias en el noreste de Serbia. Documentos turcos del siglo XV concerniente a impuestos, mencionan a los valacos en la región Branicevo del NE de Serbia, cerca del antiguo municipio y la antigua colonia romana de Viminacium. El jefe militar de los siglos XVI y XVII, Baba Novac (Starina Novak), que sirvió de general para Mihai Viteazul, nació en el noreste de Serbia. Por lo tanto, es probable que la mayoría de los descendientes de este grupo étnico tengan su origen al sur del Danubio.
Empezando con la primera parte del siglo XVIII, en el noreste de Serbia se establecieron rumanos (entonces conocidos por su exónimo internacional de "valacos") de Bánato, partes de Transilvania, y Oltenia. Se trata de los "ungureni" (ungurjani), "munteni" (munćani) y "bufeni" (bufani). Hoy, casi tres cuartos de la población valaca habla el dialecto "ungureni". En el siglo XIX otros grupos de rumanos, procedentes de Oltenia, se establecieron al sur del Danubio. Son los llamados "ţărani" (Carani), que forman aproximadamente 25 % de la población moderna. Su nombre de "ţărani" sugiere que vinieron de Ţara Românească (el endónimo de Valaquia). Debe mencionarse que entre los siglos XV y XVIII varios grupos de serbios migraron en la dirección opuesta. Las migraciones relevantes acabaron después de establecerse los reinos de Rumania y Serbia (en el siglo XIX), respectivamente.
La falta de documentos detallados acerca de censos, así como los efectos lingüísticos de los "ungureni" y "ţărani" sobre la entera población valaca de Serbia, hacen difícil el intento de determinar en que proporción los valacos de hoy pueden seguir su origen hasta los antiguos valacos del sur del Danubio. Los valacos del noreste de Serbia forman un continuo lingüístico, cultural e histórico con los valacos de la región de Vidin de Bulgaria.
Además existe en la Serbia centro-occidental la región llamada Stari Vlah, cerca de la frontera con Bosnia: esta región estaba poblada en el Medioevo por gente de lengua neolatina, que sucesivamente fue eslavizada linguísticamente.